# 一般国道
一般国道（いっぱんこくどう）とは、日本における高速自動車国道以外の道路法第5条で定められた国道のこと。日本で単に「国道」と言うと一般国道を指すことが多い。各道路には番号が振られ、「一般国道○○○号」または「国道○○○号」と呼ばれる。一般的に「国道○○○号線」または「○○○号線」と呼ばれることも多いが、正式には「線」を付けない。都道府県庁所在地や重要な都市間を結ぶ道路、重要な空港・港などと高速自動車国道や主要な一般国道とを結ぶ道路などが指定の対象で、1号から507号までの459本の路線がある。

## 定義

一般国道の一般標識の基準は、1960（昭和35）年から使用されている。

道路法第5条では、「高速自動車国道と併せて全国的な幹線道路網を構成し、かつ、次の各号のいずれかに該当する道路で、政令で路線指定されたもの」としており、以下の各号を挙げている。
1. 国土を縦断し、横断し、又は循環して、都道府県庁所在地（北海道の支庁所在地を含む。）その他政治上、経済上又は文化上特に重要な都市（以下「重要都市」という。）を連絡する道路（国道1号・国道4号など）
2. 重要都市又は人口10万以上の市と高速自動車国道又は前号に規定する国道とを連絡する道路（国道162号・国道428号など）
3. 2以上の市を連絡して高速自動車国道又は第1号に規定する国道に達する道路（国道259号など）
4. 港湾法（昭和25年法律第218号）第2条第2項に規定する国際戦略港湾若しくは国際拠点港湾若しくは同法附則第2項に規定する港湾、重要な飛行場又は国際観光上重要な地と高速自動車国道又は第1号に規定する国道とを連絡する道路（国道131号・国道177号など）
5. 国土の総合的な開発又は利用上特別の建設又は整備を必要とする都市と高速自動車国道又は第1号に規定する国道とを連絡する道路（国道464号、国道475号など）

上記1の規定は、かつての一級国道と同じものであり、県庁所在地規模の都市を結ぶ幹線道路を指す。また、上記2、3、5の規定は、かつての二級国道の要件と同じものであり、複数の都市を結ぶか一級国道へと連絡する道路を規定しており、ネットワークを形成することがその要件となっている。そして上記4の規定は、重要な港湾や空港と、幹線国道を結ぶ道路を指すもので、俗に言う「港国道」のことである。
これらは道幅・長さ・歩道の有無・整備の度合いなどに関する規定が特になく、幹線道路網として上記に該当する政令で指定された道路が国道になっている。なお、路線の指定は「一般国道の路線を指定する政令」により行われる。

### 指定区間（直轄国道）と指定区間外（補助国道）
国道のうち一般国道では、「指定区間」と「指定区間外」に分けて道路を管轄している。指定区間も指定区間外も国道を建設するのは原則として国であるが、災害時の復旧や道路の改修などの道路の維持管理を行うのは、国は指定区間に限られ、指定区間外は都道府県及び指定都市に任されている。おおむね路線番号1、2桁の国道が指定区間に指定されているが、2桁国道であっても指定区間外であったり、路線番号3桁の国道でも指定区間に指定された国道もある。また、一般国道路線の起点から終点までの全線が指定区間、あるいは指定区間外にされているわけではなく、例えば国道1号ではほとんどの区間が指定区間であるが、横浜市内および箱根付近で指定区間外の区間もある。一般国道の路線延長全体に占める割合は、指定区間は約40 %、指定区間外が残りの約60 %である。ただし、「一般国道の指定区間を指定する政令」はしばしば改正されることから、指定区間が指定区間外になったり、その反対に指定区間外から指定区間に変更になる場合もある。
指定区間（直轄国道）
「一般国道の指定区間を指定する政令」による「指定区間」は、国（国土交通省地方整備局。ただし、北海道の区域内に存する一般国道にあっては国土交通省北海道開発局、沖縄県の区域内に存する一般国道にあっては内閣府沖縄総合事務局。）が管理を行い、これらを「直轄国道」と呼んでいる。
1952年（昭和27年）に公布された旧道路法では二級国道はすべて都道府県によって管理されるものとされたが、国にとって幹線道路網の整備は急務であったため、特に重要な区間を国による直轄管理とした改正道路法が1964年（昭和39年）に公布され、1965年（昭和40年）に施行された。これにより、旧一級国道のほとんどと北海道内の国道は全線が指定区間となった。旧二級国道であっても、千葉県木更津市と館山市を結ぶ国道127号や、高速自動車国道と並走する国道171号（名神高速道路と全線で並走）は全線が指定区間である。
一般国道網のある区間が指定区間に指定されるか否かについては、一定の基準が設けられている。その要件は、高速道路と一体となって全国的な交通網を構成している国道、あるいは都道府県庁所在地や指定都市のように政治的、経済的に見て重要な都市を連絡する国道、また重要な港湾や空港と高速道路などの主要な幹線国道を連絡する国道が指定されている。
指定区間外（補助国道）
「指定区間外」は、国から補助金を受けて各都府県及び指定都市が管理する。こちらを「補助国道」と呼んでいる。かつての二級国道の多くのほか、1993年（平成5年）までに国道に昇格した旧主要地方道・一般都府県道が含まれる。旧一級国道であっても、交通量の少ない一部区間やバイパスに対する旧道を各都道府県・市町村に移管することがあり、各都道府県市町村道に転換するケース以外にも、補助国道として引き続き一般国道として存続されるケースがある。補助国道への転換は、国道番号はそのままで指定区間のみ解除されて補助国道とされる場合（例：国道14号の東京都江戸川区東小松川 - 千葉市花見川区幕張IC間）と並走している既存の補助国道に転換する場合（例：国道17号の群馬県前橋市 - 沼田市間における旧道を重複していた国道291号に転換）がある。

## 路線番号
一般国道は路線番号により、国道1号から507号までが指定されている。ただし、歴史的経緯により欠番があるため、実在するのは459路線である。
1952年（昭和27年）6月に公布された現・道路法では、一級国道（1号以降、番号が1桁・2桁のもの。57号まで）と二級国道（101号以降、番号が3桁のもの。271号まで）に分けられ番号を付することとされており、1964年（昭和39年）7月の道路法改正により、1965年（昭和40年）4月から一級・二級の区分は廃止され、一般国道に統一された。このとき一級国道は100号に達していなかったが、一級・二級国道の統合以降に新設する一般国道は3桁の番号を指定することになったため、58 - 100号は欠番となった。その後、1972年（昭和47年）5月の沖縄の日本復帰時に、鹿児島市 - 那覇市の道路が特例として国道58号に指定された。
また、1963年（昭和38年）に実施された一級・二級国道再編に伴う路線の統合・変更により、109号（国道108号に統合）、110号（国道48号に変更）、111号（国道45号に変更）、214 - 216号（統合し国道57号に変更）も欠番になっている。現在の欠番は59 - 100号・109 - 111号・214 - 216号である。
通常、3桁国道は他の国道との重用区間（重複区間）が起点である場合大きい番号のものは表示していない。

## 路線指定の沿革
一級国道と二級国道が統合されて一般国道となった後、次の5回にわたり路線が追加指定された（日付は政令公布日である）。
- 1970年（昭和45年）4月1日施行　国道272号 - 328号（1969年12月4日政令第280号）
- 1972年（昭和47年）5月15日施行　国道58号と329号 - 332号（1972年4月28日政令第116号、 原文）
- 1975年（昭和50年）4月1日施行　国道333号 - 390号（1974年11月12日政令第364号）
- 1982年（昭和57年）4月1日施行　国道391号 - 449号（1981年4月30日政令第153号）
- 1993年（平成5年）4月1日施行　国道450号 - 507号（1992年4月3日政令第104号）

特に、1993年の追加指定では、新規路線の指定の他に既存国道の路線延長指定が数多く行われたことと、高速道路に相当する一般国道の自動車専用道路が指定されたことが大きな特徴となっている。都市部以外の地方自治体では生活基盤が車社会となることから、一般国道に指定された道路が国の補助金によって整備されていくと、その沿道には市街地が形成されていく傾向が強く自治体の発展にもつながるため、1980年代末 - 1990年代を中心に一般国道が通っていなかった全国の各自治体によって結成された「ないないサミット」から、国へ既存道路の国道昇格陳情が行われたことで、多数の一般国道が誕生している。また、サイエンスライターの佐藤健太郎によれば、日本の国道路線網について、「今後は新たに国道路線指定がなされることはないだろう」との国土交通省の見解があったことを自身の著書の中で述べている。

### ルーツ
一般国道の多くは、それまで都道府県道・主要地方道であった道が、国道に昇格する形で路線指定されている。さらに過去に遡れば、元々古くからの街道に行き着く。江戸時代の五街道（東海道・中山道・日光街道・奥州街道・甲州街道）や脇街道の道筋も、ほぼ現在の一般国道にそのまま引き継がれていて、さらには鎌倉時代や戦国時代にできた街道筋を受け継いでいる。一般国道のなかでも最も古い道筋としては、推古天皇の時代に設置された官道だといわれる国道166号の竹内街道が知られている。これらかつての街道がそのまま一般国道になったわけではなく、時代ごとにその地域の交通の変化に合わせて道路拡幅・線形改良などの道路改良や、バイパス改築などの変遷があって、一般国道に指定されている道路自体の姿は変化し続けている。
また、原型となる道路がなかったところに一般国道となった道路がつくられたところも少数ながらあり、国道298号（東京外かく環状道路）や国道357号（東京湾岸道路）はその例である。

## 一般国道の路線番号一覧

### 001 - 058
| 1  | 2  | 3  | 4  | 5  | 6  | 7  | 8  | 9  | 10 |
| 11 | 12 | 13 | 14 | 15 | 16 | 17 | 18 | 19 | 20 |
| 21 | 22 | 23 | 24 | 25 | 26 | 27 | 28 | 29 | 30 |
| 31 | 32 | 33 | 34 | 35 | 36 | 37 | 38 | 39 | 40 |
| 41 | 42 | 43 | 44 | 45 | 46 | 47 | 48 | 49 | 50 |
| 51 | 52 | 53 | 54 | 55 | 56 | 57 | 58 |    |    |

（59 - 100は欠番）

### 101 - 108・112 - 200
| 101 | 102 | 103 | 104 | 105 | 106 | 107 | 108 |     |     |
|     | 112 | 113 | 114 | 115 | 116 | 117 | 118 | 119 | 120 |
| 121 | 122 | 123 | 124 | 125 | 126 | 127 | 128 | 129 | 130 |
| 131 | 132 | 133 | 134 | 135 | 136 | 137 | 138 | 139 | 140 |
| 141 | 142 | 143 | 144 | 145 | 146 | 147 | 148 | 149 | 150 |
| 151 | 152 | 153 | 154 | 155 | 156 | 157 | 158 | 159 | 160 |
| 161 | 162 | 163 | 164 | 165 | 166 | 167 | 168 | 169 | 170 |
| 171 | 172 | 173 | 174 | 175 | 176 | 177 | 178 | 179 | 180 |
| 181 | 182 | 183 | 184 | 185 | 186 | 187 | 188 | 189 | 190 |
| 191 | 192 | 193 | 194 | 195 | 196 | 197 | 198 | 199 | 200 |

（109 - 111は欠番）

### 201 - 213・217 - 300
| 201 | 202 | 203 | 204 | 205 | 206 | 207 | 208 | 209 | 210 |
| 211 | 212 | 213 |     |     |     | 217 | 218 | 219 | 220 |
| 221 | 222 | 223 | 224 | 225 | 226 | 227 | 228 | 229 | 230 |
| 231 | 232 | 233 | 234 | 235 | 236 | 237 | 238 | 239 | 240 |
| 241 | 242 | 243 | 244 | 245 | 246 | 247 | 248 | 249 | 250 |
| 251 | 252 | 253 | 254 | 255 | 256 | 257 | 258 | 259 | 260 |
| 261 | 262 | 263 | 264 | 265 | 266 | 267 | 268 | 269 | 270 |
| 271 | 272 | 273 | 274 | 275 | 276 | 277 | 278 | 279 | 280 |
| 281 | 282 | 283 | 284 | 285 | 286 | 287 | 288 | 289 | 290 |
| 291 | 292 | 293 | 294 | 295 | 296 | 297 | 298 | 299 | 300 |

（214 - 216は欠番）

### 301 - 400
| 301 | 302 | 303 | 304 | 305 | 306 | 307 | 308 | 309 | 310 |
| 311 | 312 | 313 | 314 | 315 | 316 | 317 | 318 | 319 | 320 |
| 321 | 322 | 323 | 324 | 325 | 326 | 327 | 328 | 329 | 330 |
| 331 | 332 | 333 | 334 | 335 | 336 | 337 | 338 | 339 | 340 |
| 341 | 342 | 343 | 344 | 345 | 346 | 347 | 348 | 349 | 350 |
| 351 | 352 | 353 | 354 | 355 | 356 | 357 | 358 | 359 | 360 |
| 361 | 362 | 363 | 364 | 365 | 366 | 367 | 368 | 369 | 370 |
| 371 | 372 | 373 | 374 | 375 | 376 | 377 | 378 | 379 | 380 |
| 381 | 382 | 383 | 384 | 385 | 386 | 387 | 388 | 389 | 390 |
| 391 | 392 | 393 | 394 | 395 | 396 | 397 | 398 | 399 | 400 |

### 401 - 507
| 401 | 402 | 403 | 404 | 405 | 406 | 407 | 408 | 409 | 410 |
| 411 | 412 | 413 | 414 | 415 | 416 | 417 | 418 | 419 | 420 |
| 421 | 422 | 423 | 424 | 425 | 426 | 427 | 428 | 429 | 430 |
| 431 | 432 | 433 | 434 | 435 | 436 | 437 | 438 | 439 | 440 |
| 441 | 442 | 443 | 444 | 445 | 446 | 447 | 448 | 449 | 450 |
| 451 | 452 | 453 | 454 | 455 | 456 | 457 | 458 | 459 | 460 |
| 461 | 462 | 463 | 464 | 465 | 466 | 467 | 468 | 469 | 470 |
| 471 | 472 | 473 | 474 | 475 | 476 | 477 | 478 | 479 | 480 |
| 481 | 482 | 483 | 484 | 485 | 486 | 487 | 488 | 489 | 490 |
| 491 | 492 | 493 | 494 | 495 | 496 | 497 | 498 | 499 | 500 |
| 501 | 502 | 503 | 504 | 505 | 506 | 507 |     |     |     |

## 国道の実態
一般国道（以下、特記がない場合は「国道」と称する）は円滑な自動車交通のために存在しているが、実際には車両が通行不能な場所はいくつもある。定義で前述した通り、国道に指定される基準は、単に重要な地同士または重要な地と他の国道とを結ぶ道路ということであって、その道路の規模（幅や車線数、距離、舗装・未舗装の別など）によって決まるわけではない。港湾部などでは国道174号（港国道）のように総延長が数百メートル程度しかない国道もある。港（空港）は、日本の経済活動上、物資輸送など陸上交通を担う上でも最も重要視されており、国土交通省への走行経路届出が必要な大型コンテナトレーラーの届出を簡略化させる意味合いがある。
多くの国道は2車線以上に拡幅されており、6車線以上の非常に交通量の多い国道があったり、国道357号のように道路幅が最大100 m程もある広い国道がある一方、落石や崖崩れの危険性から大雨の度に通行止になる道路や、積雪で冬季通行止になる国道があったり、車のすれ違いが困難な狭隘道路や車の通行が全く不可能な道、オフロードの国道も存在し、さらには、登山道のような国道区間や、海上などの人の通れる道すらない区間がある国道も点在する。このような一般に抱かれているイメージから乖離した「国道らしからぬ」国道を「酷道」と呼ぶ者もおり、ファンの間で名所になることもある。

### 車両通行不能区間の存在
国道網の一部には、自動車や自転車の通行もできないような細い道が一般国道の経路に指定されている区間も存在しており、道路幅員が1.5 m未満で徒歩以外での通行ができないような交通路で、地図上において点線で表記される道は、俗に「点線国道」とよばれている。道路整備が進んでいない未開通区間で、地形が険しい峠付近に存在するほか、都市部の一部にも見られる。一例として、青森県津軽半島最北端で観光地としても知られる国道339号の「階段国道」も車両が通行できない点線国道である。
車両の交通路として供用されていない理由は様々で、地形が険しい山地では道路開発が困難のため未だ開通していなかったり（国道152号のパターン）、海上をフェリーで渡る航路が国道に指定されていたりする（国道16号のパターン）。また、自然災害や事故などで道路が封鎖されてしまい、そのまま廃道化してしまったケースもある（国道291号のパターン）。

### 海上国道
海上区間のある国道は、俗に「海上国道」と呼ばれており、本州と北海道を結ぶ津軽海峡や東京湾の横断航路、鹿児島 - 那覇間の南西諸島を結ぶ航路などいくつか該当する国道区間が存在する。これは、道路法第2条には「道路とは一般の用に供する道で、トンネル・橋・渡船施設・道路用エレベーター等、道路と一体となってその効用を全うする施設、または工作物および道路の付属物で、当該道路に付属して設けられているものを含んだものとする」という道路法上の道路の定義があり、例えば海上であっても1本の交通系統として重要な幹線道路と認められれば、フェリーボートの航路も国道になり得ると解釈されるためである。
また海底に掘られた道路トンネルが国道に指定されているところもあり、本州と九州を結ぶ関門海峡の海底道路トンネルである国道2号の関門トンネルは、車道部とは独立した人道トンネルがあり、両陸地の地上と海底の人道トンネルを結ぶエレベーター自体も、道路法第2条の解釈により「工作物および道路の付属物」に該当する道路施設として橋やトンネル同様に国道の一部として扱われている。

### 高規格幹線道路
国道30号の海上部分（宇野港 - 高松港）は、バイパス道路である瀬戸中央自動車道の通行料金の高さからJR四国の宇高連絡船廃止後も2008年（平成20年）3月までは3社で合計1日100便以上のフェリー便が運航されていたが、2009年（平成21年）3月から始まった瀬戸中央自動車道の休日割引等の影響で大幅減便となった。まず、2009年4月に津国汽船（本四フェリー）が撤退した。他の2社もいったんは航路廃止を表明しつつも、その後撤回し、ダイヤ調整などを行って存続を図ったが、2012年10月をもって宇高国道フェリーが航路休止した。さらに、四国フェリーも2017年4月現在、1日5便にまで減便したものの業績の悪化が著しく、2019年12月16日より運航を休止した。
他方、建設費の調達や償還などの都合から事実上高速自動車国道と同様の構造規格で建設されているにもかかわらず、一般国道のバイパス（一般国道自動車専用道路）として建設され、高規格幹線道路として機能している路線もある。高速自動車国道の建設にあたっては多大な手続きが必要なため、一般国道バイパス予算で国土交通省が整備し、実質的に高速自動車国道の一部として機能する高速自動車国道に並行する一般国道自動車専用道路もある。
国道は上記の通り国と都道府県・市の二元管理が行われているが、道路は劣化するため舗装などの維持整備に多額の支出が起こり、自治体の支出増大の一因となっている。国の財政もまた悪化しており国道設置は新たな補助金支出につながるため、1993年の指定を最後に新設による都道府県道の国道昇格が行われなくなっている。

## 標識

「118-A: 国道番号」（寸法の単位: mm）

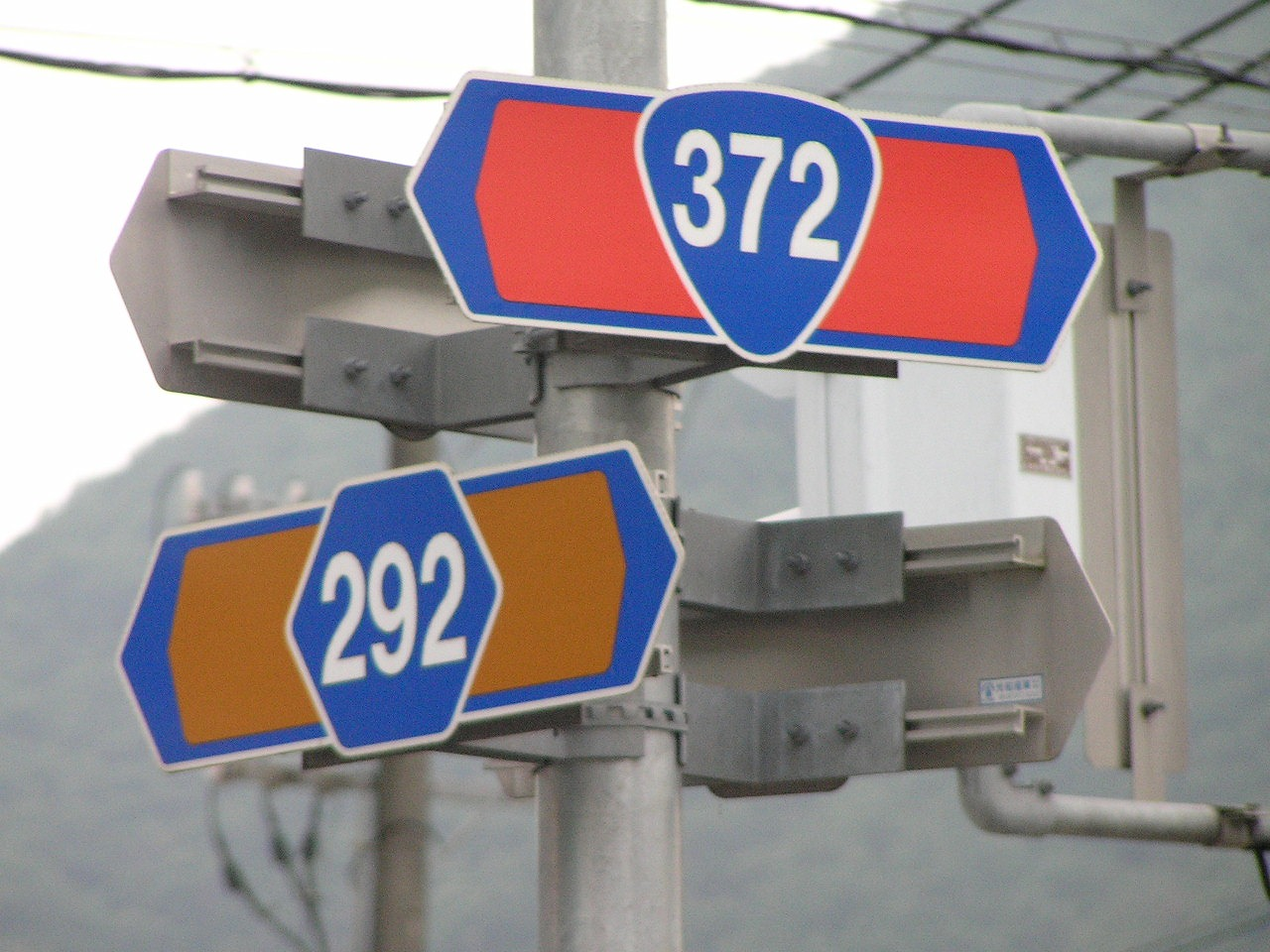
「118-C: 国道番号」と「118の2-C: 都道府県道番号」
一般国道372号の標識

一般国道の標識は『道路標識、区画線及び道路標示に関する命令』（以下、本節では「標識令」と呼ぶ）で定められている。この標識の正式名称は「国道番号」であり、命令では「118-A」・「118-B」・「118-C」の分類番号が与えられている。「118-A」の形状は丸みを帯びた下向きの三角形で、国道の愛好家は標識の形状から「おにぎり」または「おむすび」と呼ぶことがある。「国道番号」標識は命令が施行された1960年（昭和35年）当時から設置が開始された標識である。これには、上から順に「国道」の文字、路線番号、「ROUTE」の文字が3段で描かれている。古いものや地方の一部では紺の近似色のものも見られるが、国道番号標識の青色はJIS規格で定められた色であり、全国的に統一されている。最初期の国道番号標識の文字は手書きされており、かつて字体は様々存在したが、現在では数字がヘルベティカ、国道の文字が丸ゴシック体にほぼ統一されている。他の標識に合わせた色・文字体変更がなされたが、形状は変更されていない。
国道番号の標識は、すべての一般国道路線上に設置されているとは限らず、首都圏中央連絡自動車道（国道468号）、東海環状自動車道（国道475号）、西九州自動車道（国道497号）のような一般国道の自動車専用道路の一部の路線に設置されていない場合もある。
地方により標識の形態や大きさも様々な特色あるものが見られる。右図は、設計速度40 - 60 km/hの一般国道でみられる標準的な寸法のものであるが、広島市など、中国地方の一部で幅1メートルを超えるような標識が時折みられる。東京都心部ではバックライトが埋め込まれ夜間に発光する字光式、政令指定都市である静岡市や仙台市の一部や、福島県などで四角いプレートに描かれたもの、三重県ではステッカー式のものなどがある。
また、右下図のような「118-B」・「118-C」の標識も標識令において定められている。

## 一般国道の記録
距離が最も長い国道（陸上区間）国道4号 - 東京都中央区日本橋 - 青森県青森市間の742.5 km（現道の実延長）。
距離が最も長い国道(総延長）国道58号 - 鹿児島県鹿児島市 - 沖縄県那覇市の879.6 km。このうち、海上区間は約70 %に当たる609.5 km。
距離が最も短い国道（陸上区間）国道174号 - 神戸港 - 国道2号間の187.1 m。その次に短いのは岩国空港と結ばれる国道189号（372 m）、その次に短いのは東京港と結ばれる国道130号（482 m）で、いずれも港国道である。
トンネルが最も多い国道国道229号 - 北海道小樽市 - 檜山郡江差町間に76箇所のトンネルがある。
橋が最も多い国道国道2号 - 大阪市北区 - 北九州市門司区間に1279箇所の橋がある。
最も長い国道トンネル国道409号 - アクアトンネル（東京湾アクアライン）の全長9,610 m。なお、2位は国道140号の雁坂トンネル（6,625 m）、3位は国道423号の箕面トンネル（5,620 m）。

### 区間
幅が最も広い区間国道357号 - 東京都品川区八潮 - 大田区東海間の幅100 m。なお、2位は国道423号の大阪市淀川区内（幅95 m）、3位は国道298号の千葉県松戸市内（幅71.5 m）である。
幅が最も狭い区間国道339号 - ただし公式の記録は無く、実質的には階段国道下の路地区間であるといわれている。
最も長い直線区間国道12号 - 北海道美唄市光珠内町 - 滝川市新町間の約29 km区間。
最も長い重複区間国道229号・国道276号の北海道江差町 - 岩内町間の約161 km区間。
重複路線数が最も多い区間6路線の国道が重複する次の3区間。新潟市東港線十字路 - 本町1丁目（国道7号・8号・17号・113号・289号・350号）、愛媛県松山市勝山 - 松山市役所前（国道11号・33号・317号・379号・440号・494号）、高知市中宝永町 - 高知県庁前（国道32号・55号・56号・195号・197号・493号）。

### 地点
標高が最も高い地点国道292号 - 長野県と群馬県の県境の渋峠にある標高2,178 m地点。なお、2位は国道299号の長野県・麦草峠（標高2,120 m）、3位は国道120号の金精トンネルである。
標高が最も低い地点国道409号 - 東京湾アクアラインの東京湾の海底にあるアクアトンネルで、海面下60 m地点。なお、2位は国道2号関門トンネル（海面下56 m地点）、3位が国道357号東京港トンネル（海面下34 m）。
最北端の地点国道238号 - 北海道稚内市の宗谷岬にある北緯45度31分、東経141度56分の地点。
最南端の地点国道390号 - 沖縄県石垣市（石垣島）の中心市街地にある北緯24度9分、東経124度9分の地点。
最東端の地点国道44号 - 北海道根室市常盤町にある北緯43度19分、東経145度35分の地点。
最西端の地点国道390号 - 国道最南端の地点より西に約1 kmの地点。
交差数が最多の地点8路線の起終点が集まる次の2地点。新潟市中央区の本町交差点（国道7号・8号・113号・289号・350号・17号・116号・402号）および、高知市の県庁前交差点（国道33号・56号・194号・195号・197号・493号・32号・55号）